# Războiul pentru urechea lui Jenkins
Războiul pentru urechea lui Jenkins (engleză: The War of Jenkins' Ear, spaniolă: Guerra del Asiento) a fost un conflict între Marea Britanie și Spania, care a durat din 1739 până în 1748. Cele mai importante operațiuni ale războiului au avut loc în 1742. Numele său neobișnuit, inventat de Thomas Carlyle în 1858, se referă la urechea tăiată a lui Robert Jenkins, căpitanul unei nave comerciale britanice. Robert Jenkins, cu urechea sa mumificată în mână, s-a prezentat în fața Parlamentului, reclamând că pe nava sa s-au urcat membri ai Gărzii de Coastă spaniole în 1731 care i-au tăiat urechea. Această declarație, pe fundalul mai multor provocări, au impulsionat Parlamentul britanic să declare război împotriva Imperiului spaniol, aparent pentru a încuraja pe spanioli să nu renege contractul lucrativ denumit Asiento ( permisiunea acordată altor țări de a vinde sclavi în America spaniolă). Scopul Angliei era acela de a se infiltra pe piețele spaniole comerciale din America.
După 1742 războiul a fost parte a unui conflict mai mare - Războiul de Succesiune Austriacă, în care s-au implicat   majoritatea puterilor Europei. Războiul a fost încheiat prin Tratatul de la Aix-la-Chapelle (1748).  Din punct de vedere al englezilor, războiul a fost notabil ca fiind prima oară când s-a format un regiment al trupelor coloniale americane - ca parte a armatei britanice regulate - și trimis să lupte în afara Americii de Nord.

## Legături externe
- Gabriel Tudor - Război pentru o ureche Arhivat în 7 octombrie 2013, la Wayback Machine., Revista Magazin, 4 februarie 2009

Format:Conflicte coloniale Imperiul Britanic